# Ana Brun
Ana María Patricia Abente Brun es una actriz y abogada paraguaya quién hizo su debut en la pantalla grande con la película de Marcelo Martinessi, Las Herederas, papel el cual le hizo ganar el Oso de Plata como Mejor Actriz en el 68° Festival Internacional de Cine de Berlín.

## Filmografía
| Año  | Título            | Personaje | Notas                          |
| ---- | ----------------- | --------- | ------------------------------ |
| 2018 | Las Herederas     | Chela     | Oso de Plata a la Mejor Actriz |
| 2021 | Matar a la bestia | Tía Inés  |                                |

## Premios y nominaciones
| Año  | Premio                                   | Categoría                          | Trabajo nominado | Resultado | Ref.  |
| ---- | ---------------------------------------- | ---------------------------------- | ---------------- | --------- | ----- |
| 2018 | Festival Internacional de Cine de Berlín | Mejor Actriz                       | Las Herederas    | Ganadora  | [ 2 ] |
| 2018 | Festival de Cine de Gramado              | Mejor Actriz - Categoría Latina    | Las Herederas    | Ganadora  |       |
| 2018 | Festival de Cine de Lima                 | Mejor Actriz                       | Las Herederas    | Ganadora  |       |
| 2019 | Premios Platino                          | Mejor Actriz                       | Las Herederas    | Ganadora  |       |
| 2019 | CINHOMO                                  | Mención especial a la Mejor actriz | Las Herederas    | Ganadora  | [ 3 ] |